# Setodes viridis
Setodes viridis là một loài Trichoptera trong họ Leptoceridae. Chúng phân bố ở miền Cổ bắc.